# Kunio Kitamura
Kunio Kitamura (北村 邦夫, Kunio Kitamura) est un footballeur japonais né le 4 août 1968 dans la préfecture de Shizuoka au Japon.